# 路易吉·诺诺

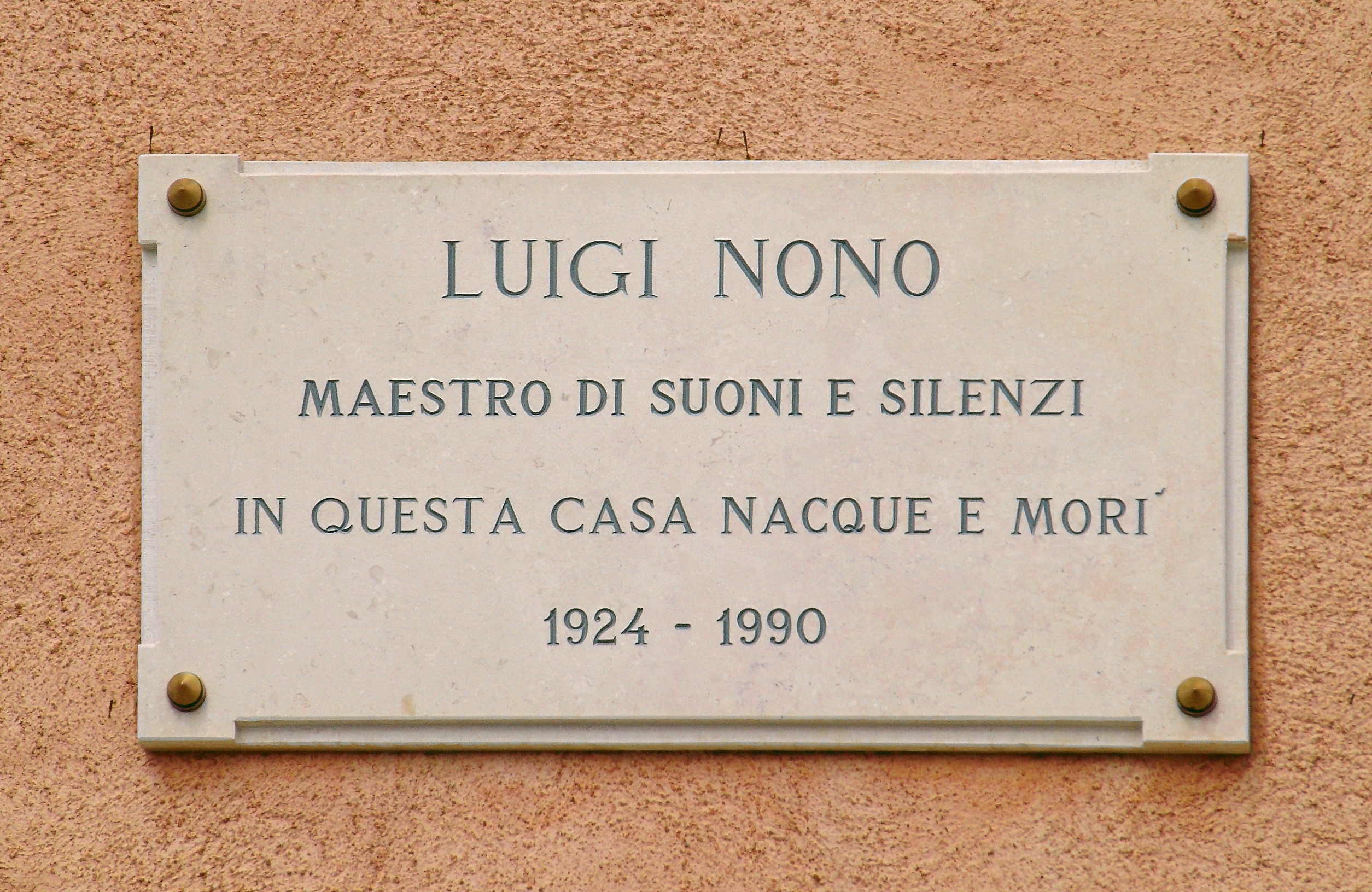

路易吉·诺诺（義大利語：Luigi Nono，1924年1月29日—1990年3月8日），意大利作曲家，意大利共产党员。生于意大利威尼斯，1941年起在威尼斯音乐学院师从马利皮耶罗，之后转入帕多瓦大学学习法律。在获得法学学士学位后，诺诺得到了作曲家、指挥家马代尔纳的鼓励，并结识了马代尔纳的指挥老师赫尔曼·舍尔兴。
1950年舍尔兴在德国达姆施塔特新音乐假期讲习班上指挥演出诺诺根据勋伯格的一个音列写成的《卡农变奏曲》，使诺诺名声大噪。1956年首演的《中断的歌》则显示出韦伯恩晚期作品的影响。1961年首演的歌剧《偏狭的1960年》采用序列音乐、电子音效、电影镜头与现场表演。诺诺之后的作品日益倾向于表达其左翼政治观点。